# Регола
Regola — один из центральных районов Рима, седьмой (R. VII). Район расположен вдоль левого берега Тибра между мостами Ponte Garibaldi и Ponte Mazzini.
Название Регола происходит от латинского слова Renula — «мелкий песок», которым ранее был покрыт берег реки. В средневековье эта местность называлась Regio Arenule et Chacabariorum. Название Chacabariorum напоминает о медниках, живших в районе. Район славился своими ремесленниками, медниками, кожевниками. Так как мастера по выделки кожи использовали часто оленьи шкуры для шитья одежды, эмблемой этого района стал олень.
На территории района Регола расположено палаццо Фарнезе, палаццо Фальконьери, палаццо Ченчи, Кампо-деи-Фиори, виа Джулия, множество церквей, жилые здания разных периодов времени — средневековые, эпохи Возрождения.